# The Middle of Starting Over
"The Middle of Starting Over" - песня, записанная американской певицей Сабриной Карпентер из ее дебютного альбома Can't Blame a Girl for Trying (2014), которая стала вторым треком мини-альбома. Этот трек также появился на ее дебютном студийном альбоме Eyes Wide Open (2015), став третьим треком пластинки. Песня была спродюсирована Брайаном Малуфом и написана Мишель Мойер, Джимом Макгорманом и Роббом Валье, двое последних были сопродюсерами трека. "The Middle of Starting Over" - это поп-фолк-песня в стиле мидтемпо с элементами кантри-поп, подкрепленная акустическими гитарами и перкуссией. В тексте песни говорится о том, что нужно двигаться дальше, начинать все сначала и забывать об ошибках. По словам Карпентера, песня о том, как принимать жизненные ошибки и просто находить забавные способы прожить жизнь.